# North Lakhimpur
North Lakhimpur ist eine Stadt im indischen Bundesstaat Assam.
Die Stadt ist Hauptort des Distrikts Lakhimpur. North Lakhimpur hat den Status eines Municipal Boards. Die Stadt ist in 14 Wards gegliedert. Sie hatte am Stichtag der Volkszählung 2011 59.814 Einwohner, von denen 30.847 Männer und 28.967 Frauen waren. Hindus bilden mit einem Anteil von über 68 % die Mehrheit der Bevölkerung in der Stadt. Muslime bilden eine Minderheit von über 30 %. Die Alphabetisierungsrate lag 2011 bei 85,7 % und damit über dem nationalen Durchschnitt.
Die Stadt verfügt mit dem Flughafen Lilabari über einen ca. 5 km von der Stadt entfernten Flugplatz, der die Stadt versorgt. Die Stadt verfügt auch über einen Bahnhof der Teil der Northeast Frontier Railway zone der Indian Railways.